# Однополые браки в Австрии
Закон о зарегистрированных гражданских партнёрствах в Австрии (нем. Eingetragene Partnerschaft-Gesetz, EPG) предоставляет возможность двум совершеннолетним лицам одного пола зарегистрировать гражданское партнёрство. Закон был принят в преддверии рассмотрения Европейским судом по правам человека иска «Шальк и Копф против Австрии» в декабре 2009 года и вступил в силу 1 января 2010 года. По состоянию на декабрь 2017 года гражданские партнерства в Австрии в правовом смысле почти не отличались от брака. 5 декабря 2017 года Конституционный суд Австрии принял постановление (вступит основной частью в силу в январе 2019 года), которое легализует однополые браки в стране, а также распространит действие гражданского партнёрства на разнополые пары. Первый однополый брак был зарегистрирован 12 октября 2018 года.

## Права и обязанности партнёров
Закон о гражданских партнёрствах разрабатывался на основе семейного права Австрии, однако, на момент принятие партнёрства значительно отличались от брака по своему правовому статусу.
Тем не менее, следующие права зарегистрированных однополых партнёров полностью соответствовали семейному брачному праву:
- Взаимные права и обязанности по отношению к имуществу друг друга.
- Право на «развод» — расторжение партнёрства.
- Права наследования.
- Права и обязанности, связанные с проживанием и арендой жилья.
- Налоговое право, налогообложение и социальные отчисления.
- Трудовое право и государственная служба.
- Социальное страхование, пенсионное страхование.
- Право на пребывание в стране, вид на жительство и прочие визовые вопросы.
- Медицинское страхование и обслуживание.
- Военная и альтернативная гражданская служба.

Однако по многим важнейшим пунктам гражданское партнёрство отличалось от обычного разнополого брака. В частности:
- Заключение брака возможно в Австрии с 16 лет, а гражданского партнёрства — с 18[4].
- Выплата алиментов в браке и партнёрстве регламентируется неодинаково[4].
- Оформление гражданского союза проводилось не в отделениях ЗАГС, а в муниципальных органах власти.
- Было запрещено искусственное оплодотворение и совместное усыновление детей.
- Было запрещено использование семейной фамилии и двойной фамилии с дефисом как это разрешено у супругов.

## Последующие изменения в законодательстве
В ноябре 2011 года Конституционный суд отменил запрет на использование дефиса в написании двойных фамилий в однополых партнёрствах, так как такая форма записи сложных фамилий выдаёт тот факт, что человек состоит в однополом партнёрстве и для некоторых лиц может означать аутинг.
4 июня 2013 года Совет министров страны разрешил зарегистрированным партнёрам усыновление родных детей второго партнёра. Соответствующий закон вступил в силу с 1 июля 2013 года. Решение было принято на основании заключения Европейского суда по правам человека, постановившего в феврале 2013 года, что запрет на такое усыновление дискриминирует однополые пары.
В ноябре 2011 года Конституционный суд Австрии отказал разнополой паре, подавший иск в связи с тем, что им не было разрешено заключение гражданского партнёрства. В 2015 году аналогичный иск разнополой пары был принят к рассмотрению Европейским судом по правам человека. По решению Конституционного суда с 1 января 2016 года однополые пары, состоящие в зарегистрированных партнёрствах, также получат возможность совместного усыновления детей. С 1 января 2017 года однополые пары получат возможность заключения союзов в ЗАГСах и принимать общую фамилию.
С 1 января 2017 года заключение гражданских партнёрств проводится, так же как и заключение браков, в органах ЗАГС (нем. Standesamt). Кроме того, одновременно однополым партнёрам было разрешено использовать семейную фамилию, а также носить двойные фамилии с дефисом (своя фамилия плюс фамилия партнёра).
5 декабря 2017 года Конституционный суд принял постановление, которое легализует в Австрии однополые браки, а также распространит гражданские партнёрства на разнополые пары. Данное решение автоматически вступит в силу 1 января 2019 года, если парламентом не будет принято соответствующих законов ранее. В своём решении судья вычеркнул из параграфа 44 гражданского кодекса Австрии слова «разного пола» из предложения, описывающего лиц, имеющих право на заключение брака. Кроме того, были объявлены недействительными все положения закона «О гражданских партнёрствах», уточняющие его применительность только в отношение однополых пар. Новые положения вступят с силу 1 января 2019 года и не требуют никакого законодательного шага со стороны парламента. Тем не менее, суд призвал правительство разработать закон, регламентирующий статус пар, которые уже состоят в партнёрстве, но хотели бы заключить брак. Также суд рекомендовал правительству полностью отменить институт партнёрств, однако этот шаг требует разработки законодательства для регламентирования ситуации с уже существующими партнёрствами.

## Статистика
Первый однополый союз в Австрии был заключен 4 января 2010 года двумя мужчинами. За первое полугодие 2010 года в стране было заключено 429 однополых союзов, из них более 50 % — в столице Австрии Вене.
Общее число заключённых партнёрств по годам и землям:
| Земля           | 2010 | 2011 | 2012 | 2013 | 2014 | 2015 |
| --------------- | ---- | ---- | ---- | ---- | ---- | ---- |
| Бургенланд      | 12   | 7    | 7    | 10   | 8    | 1    |
| Вена            | 349  | 225  | 179  | 159  | 185  | 167  |
| Верхняя Австрия | 58   | 43   | 41   | 32   | 36   | 42   |
| Зальцбург       | 32   | 17   | 19   | 20   | 24   | 22   |
| Каринтия        | 17   | 20   | 12   | 22   | 23   | 22   |
| Нижняя Австрия  | 106  | 49   | 52   | 42   | 38   | 59   |
| Тироль          | 45   | 23   | 23   | 33   | 28   | 36   |
| Форарльберг     | 12   | 3    | 7    | 15   | 9    | 10   |
| Штирия          | 74   | 46   | 46   | 35   | 51   | 64   |
| Всего           | 705  | 433  | 386  | 368  | 402  | 423  |

Общее число расторгнутых партнёрств по годам:
| Пол партнёров | 2010 | 2011 | 2012 | 2013 |
| ------------- | ---- | ---- | ---- | ---- |
| М+М           | 1    | 4    | 8    | 16   |
| Ж+Ж           | 0    | 9    | 18   | 21   |
| Всего         | 1    | 13   | 26   | 37   |